# Sunday Morning (Earth, Wind & Fire)
Sunday Morning is een nummer van de Amerikaanse band Earth, Wind & Fire uit 1993. Het is de eerste single van hun zestiende studioalbum Millennium.
"Sunday Moring" haalde alleen in de Verenigde Staten, Duitsland en Nederland de hitlijsten. Het nummer was in de Amerikaanse Billboard Hot 100 met een 53e positie niet erg succesvol. In de Nederlandse Top 40 had het nummer het meeste succes met een 25e positie.